# Сторожевой (миноносец)
«Сторожевой» — русский миноносец типа «Сокол». Активно участвовал в обороне Порт-Артура, совершив 12 боевых выходов.

## Строительство
Заложен в 1900 году на Невском заводе (Санкт-Петербург). В 1901 году доставлен по железной дороге в Порт-Артур. Спущен на воду 18 марта 1902 года. Принят в казну 2 сентября 1903 года.

## Служба
3 декабря 1904 года у мыса Белый волк эсминец был поражён японской торпедой в носовую часть при отражении атак на эскадренный броненосец «Севастополь», выбросился на мелководье. Пароход «Инкоу» отвёл повреждённый корабль на буксире в Западный бассейн Порт-Артура, где тот выбросился на мелководье у полуострова Тигровый Хвост с целью последующего ремонта корпуса без ввода в док. В ночь на 20 декабря 1904 года миноносец был подорван.

Божьей милостью МЫ, НИКОЛАЙ ВТОРОЙ Император и Самодержец Всероссийский, Царь Польский, Великий Князь Финляндский и проч., и проч, и проч. Нашему лейтенанту Адриану Непенину за отличие, оказанное Вами при отражении, в ночь с 1-го на 2-е декабря 1904 года, минной атаки на эскадренный броненосец «Севастополь» и канонерскую лодку «Отважный», когда Вы, командуя миноносцем «Сторожевой», обнаружили действием прожектора нападавшие миноносцы и, продолжая светить, чем способствовали успешному отражению атаки, а равно за самоотвержение, проявленное Вами в следующую ночь, когда Вы, жертвуя собой, приняли минную атаку, направленную на «Севастополь» и, невзирая на удар миной в носовую часть, не прекратили огня по неприятелю. Всемилостивейше пожаловали МЫ Вас по удостоению Кавалерской думы Военного ордена Св. Георгия...— Из Высочайшей грамоты о награждении командира миноносца лейтенанта Непенина

## Офицеры миноносца
Командирами миноносца «Сторожевой» в разное время служили:
- - 13.04.1903-18.03.1904 — Капитан 2-го ранга Киткин Александр Павлович[1];
  - 18.03.1904-27.06.1904 — Лейтенант Лукин Вениамин Константинович[2];
  - 27.06.1904-20.12.1904 — Лейтенант Непенин Адриан Иванович[3].